# Retablo de San Zenón
El Retablo de san Zenón es un tríptico del pintor renacentista italiano Andrea Mantegna, datado de h. 1457-1460. Se encuentra ubicado en la Basílica de San Zenón, la principal iglesia de Verona. Las tres predelas fueron saqueadas por los franceses en el año 1797, y actualmente están reemplazadas por copias. Los originales se encuentran actualmente en el Louvre (Crucifixión) y en el museo de Tours.
La obra fue encargada por el abad Gregorio Correr. En el centro se encuentra la Virgen entronizada con el Niño, retratado según la iconografía bizantina de la Virgen victoriosa y rodeada por ángeles cantores. Ocho santos están colocados a los lados, según las preferencias del comitente: a la izquierda están Pedro, Pablo, Juan el Evangelista y Zenón; a la derecha, Benito, Lorenzo, Gregorio y Juan el Bautista. 
Toda la composición está lleva de detalles que se refieren a la Antigüedad clásica: el friso con los ángeles que sostienen dos guirnaldas o el trono, que recuerda al espectador a un sarcófago. El marco, probablemente diseñado por el propio Mantegna, es el original.

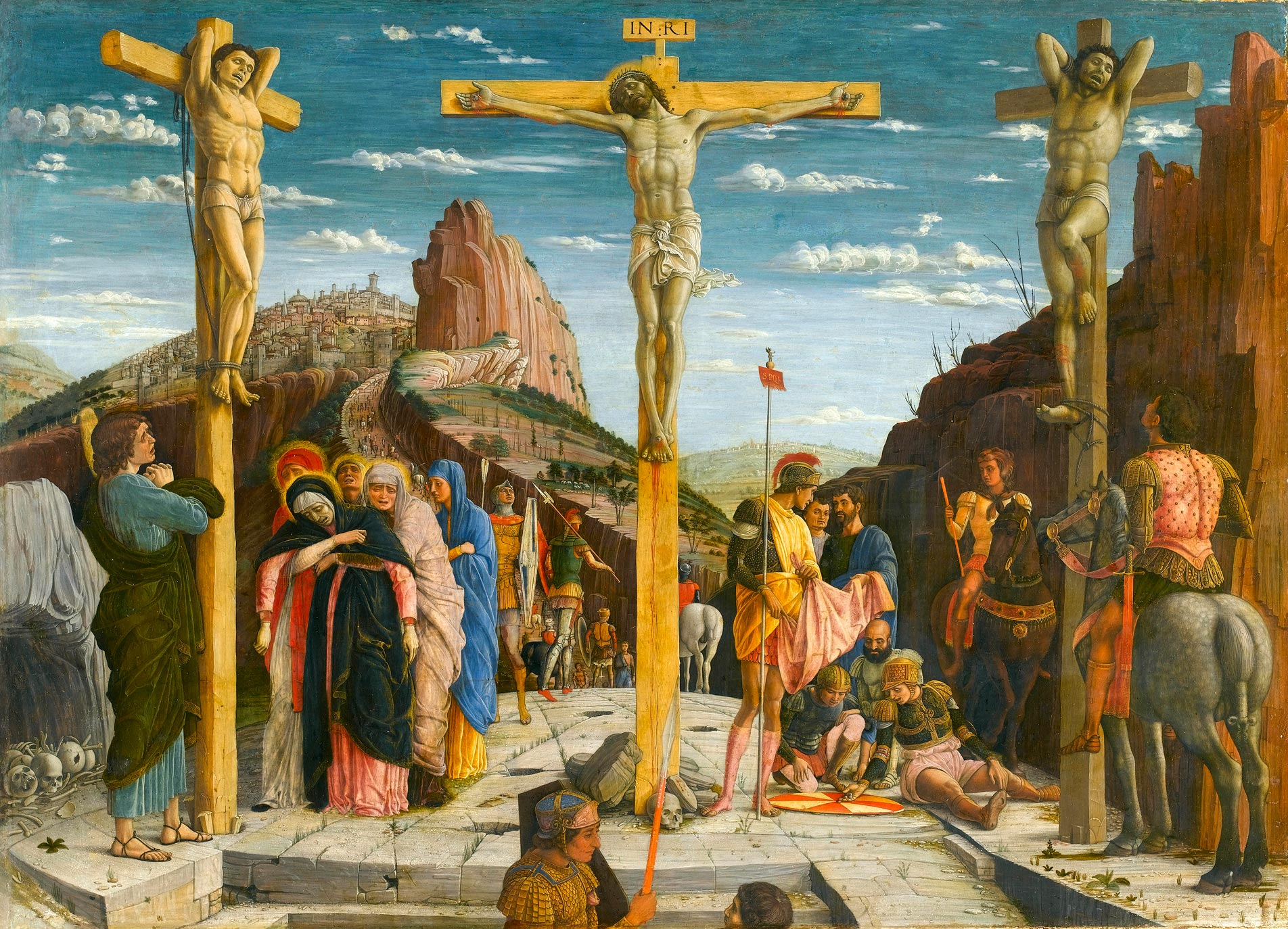
El panel central (La Crucifixión)